# نوگال (نیومکزیکو)
نوگال (به انگلیسی: Nogal) یک منطقهٔ مسکونی در ایالات متحده آمریکا است که در نیومکزیکو واقع شده‌است. نوگال ۹۶ نفر جمعیت دارد و ۱٬۹۶۸٫۱۲ متر بالاتر از سطح دریا واقع شده‌است.